# Nocturnal Poisoning
Nocturnal Poisoning è il primo album in studio del gruppo musicale black metal statunitense Xasthur, pubblicato nel 2002.

## Tracce
1. In the Hate of Battle – 9:04
2. Soul Abduction Ceremony – 7:44
3. A Gate Through Bloodstained Mirrors – 8:05
4. Black Imperial Blood (Mütiilation cover) – 5:50
5. Legion of Sin and Necromancy – 11:40
6. A Walk Beyond Utter Blackness – 6:27
7. Nocturnal Poisoning – 15:20
8. Forgotten Depths of Nowhere – 4:50